# Liste der Staatsoberhäupter 508
Übersicht
◄◄ | ◄ | 504 | 505 | 506 | 507 | Liste der Staatsoberhäupter 508 | 509 | 510 | 511 | 512 | ► | ►►

Weitere Ereignisse

## Afrika
- Aksumitisches Reich
  - König: Ousas (ca. 500–ca. 520)

- Reich der Vandalen
  - König: Thrasamund (496–523)

## Amerika
- Maya-Zivilisation
  - Palenque
    - König: Ahkal Mo’ Nahb I. (501–524)

  - Tikal
    - König: Chak Tok Ich’aak II. (486–508)
    - König: Kaloomte’ B’alam (508–527)

## Asien
- Bagan
  - König: Tharamunhpya (494–516)

- China
  - Kaiser: Liang Wu Di (502–549)
  - Nördliche Wei-Dynastie: Wei Xuanwudi (500–515)

- Iberien (Kartlien)
  - König: Datschi (502–534)

- Indien
  - Gupta-Reich
    - König: Vainyagupta (507–510)

  - Kadamba
    - König: Ravi Varman (500–538)

  - Pallava
    - König: Kumaravisnu II. (500–520)

  - Vakataka
    - König: Harishena (480–510)

- Japan
  - Kaiser: Keitai (507–531)

- Korea
  - Baekje
    - König: Muryeong (501–523)

  - Gaya
    - König: Gyumji (492–521)

  - Goguryeo
    - König: Munjamyeong (491–519)

  - Silla
    - König: Jijeung (500–514)

- Lachmidenreich
  - König: Mundir III. (505–554)

- Sassanidenreich
  - Schah (Großkönig): Kavadh I. (499–531)

## Europa
- England (Heptarchie)
  - Kent
    - König: Oeric (488–512)

  - Sussex
    - König: Cissa von Sussex (um 500–um 550)

- Reich der Burgunden
  - König: Sigismund in Genf (501–524)
  - König: Gundobad in Lyon (480–516)

- Ostgotenreich
  - König: Theoderich der Große (474–526)
    - Konsul: Basilius Venantius (508)

- Oströmisches Reich
  - Kaiser: Anastasios I. (491–518)
    - Konsul: Flavius Celer (508)

- Rheinfranken
  - König: Sigibert von Köln (483–509)

- Salfranken
  - König: Chlodwig I. (482–511)

- Schottland
  - Dalriada
    - König: Comgall (507–538)

- Wales
  - Gwynedd
    - König: Cadwallon Lawhir ap Einion (ca. 500–ca. 520)

- Westgotenreich
  - König: Gesalech (507–511)

## Religiöse Führer
- Papst: Symmachus (498–514)
- Patriarch von Konstantinopel: Makedonios II. (496–511)